# ۱۲ شعبان
۱۲ شعبان، دوازدهمین روز از ماه شعبان در تقویم هجری قمری است.
در تقویم هجری قمری قراردادی این روز دویست و نوزدهمین روز سال است.

## زادگان
- ۱۲۶۲ -آناستاس کرملی،  کشیش، روزنامه‌نگار، تاریخ‌نگار، ادیب و زبان‌شناس عراقی-لبنانی.
- ۱۳۴۶ - جمال حمدان، جغرافی‌دان و نویسنده مصری.